# Milan Myška
Milan Myška (13. dubna 1933 Ostrava – 8. července 2016 Ostrava) byl český historik. Specializoval se na hospodářské a sociální dějiny novověku.

## Biografie
Po maturitě na bíloveckém gymnáziu studoval historii na Filozofické fakultě Univerzity Karlovy v Praze. V 50. letech vyučoval na Vyšší pedagogické škole v Opavě, která postupně prošla transformací v Pedagogickou fakultu se sídlem v Ostravě, jejíž se stal Myška proděkanem. Z katedry dějepisu postupně vybudoval patrně nejvýznamnější pracoviště zaměřené na hospodářské a sociální dějiny 18.–20. století v tehdejším Československu. Protože však v 60. letech zastával proreformní postoje, a zejména pak pro svou ilegální činnost v době po sovětské invazi byl s počínající normalizací zbaven možnosti vědecké a pedagogické práce a pro následující roky vystaven tvrdé perzekuci. Po 13 let byl bez stálého zaměstnání a psal „do šuplíku“, příp. publikoval pod cizími jmény. V 80. letech pracoval ve Slezském zemském muzeu v Opavě.
Po revoluci působil na katedře historie Filozofické fakulty Ostravské univerzity a v roce 2007 se stal vědeckým ředitelem tamějšího Centra pro hospodářské a sociální dějiny. Byl členem řady redakčních rad a domácích i mezinárodních profesních organizací. Byl respektovaným odborníkem na problematiku industrializace, protoindustrializace a podnikání, zabýval se ale též historií moravskoslezského regionu a metodickými problémy hospodářských dějin. Hlubokou stopu zanechal coby organizátor historického bádání na půdě ostravského vysokého školství a také jako vědecký redaktor několika periodik a děl encyklopedického charakteru, především pak rozsáhlého Biografického slovníku Slezska a severní Moravy. Podílel se i na sepsání několika učebnic.

## Publikace
- Založení a počátky Vítkovických železáren. 1828–1880. V Ostravě : Krajské nakladatelství, 1960.
- Počátky vytváření dělnické třídy v železárnách na Ostravsku. Ostrava : Krajské nakladatelství, 1962.
- Z tajných zpráv NSDAP o Těšínsku. Ostrava : Krajské nakladatelství, 1964.
- Čtení o Ostravě. / Čtení o revíru. Nástin historie Ostravsko-karvinského kamenouhelného revíru do roku 1945. Ostrava : KV Čs. společ. PVZ / Pedagog. fakulta, 1964/1969. (s C. Nečasem)
- Die mährisch-schlesische Eisenindustrie in der industriellen Revolution. Praha : SPN, 1970.
- Proto-industriální železářství v českých zemích. Robota a jiné formy nucené práce v železářských manufakturách. Ostravě : Ostravská univerzita, [1992].
- Rytíři průmyslové revoluce. Šest studií k dějinám podnikatelů v českých zemích. Šenov u Ostravy ; Ostrava : Tilia ; Ostravská univerzita, Filozofická fakulta, 1997. 277 s. ISBN 80-7042-477-X.
- Breda & Weinstein. (Kapitoly z dějin opavského obchodního domu 1898–1998). Opava : Parnas Trading, 1998.
- Rozbřesk podnikatelů. Moravský Beroun : Moravská expedice, 2000.
- Faustin Ens. Životní příběh slezského intelektuála doby předbřeznové. Opava ; Ostrava : Matice slezská ; Ústav pro regionální studia Ostravské univerzity, 2003. 141 s. ISBN 80-903055-3-9.
- Historická encyklopedie podnikatelů Čech, Moravy a Slezska do poloviny XX. století. (dva svazky) Ostrava : Ostravská univerzita, 2003–2008. (s kolektivem)
- Vilém Jičinský. Životní příběh českého montanisty v ostravsko-karvinském revíru. Ostrava ; Opava : Filozofická fakulta Ostravské univerzity v Ostravě ; Matice slezská, 2006. 147 s. ISBN 80-7368-204-4.
- Problémy a metody hospodářských dějin. Metodické problémy studia dějin sekundárního sektoru. Ostrava : Ostravská univerzita v Ostravě, 2010.
- Milan Myška. Z díla hospodářského historika. (edd. Aleš Zářický a kol.) Ostrava : Ostravské univerzita v Ostravě, 2010.
- Hrabě Hodic a jeho svět. Zámecká kultura ve Slezsku mezi barokem a osvícenstvím. Ostrava : Filozofická fakulta Ostravské univerzity v Ostravě, 2011.
- Lnářský a bavlnářský průmysl na Frýdecku a Místecku do počátků tovární výroby (opožděná industrializace). Frýdek-Místek : Zemský archiv v Opavě – Státní okresní archiv Frýdek-Místek, 2013.
- Region a industrializace. Studie k dějinám industrializace Slezska (1800–1918). Ostrava : Ostravská univerzita v Ostravě, 2014.
- Vzpomínání, aneb, "Tri dni ma naháňali, eště ma nědostali...". Ostrava : Ostravská univerzita, 2018.